# زاویه حمراء
زاویه حمراء (به عربی: الزاوية الحمراء) نام شهر و شهرستانی در استان قاهره مصر است.